# Johann Wilhelm Wendt (Kapitän)

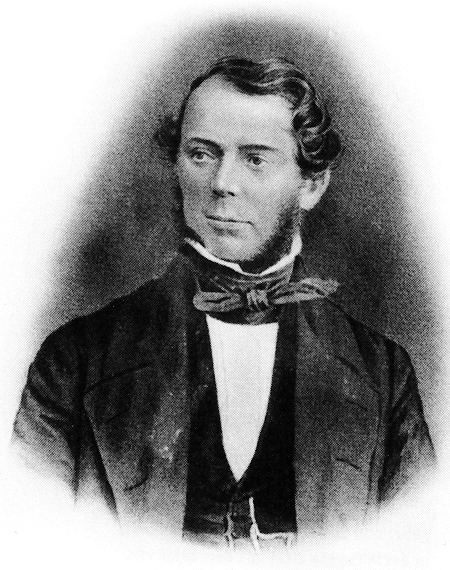
Johann Wilhelm Wendt, 1845

Johann Wilhelm Wendt (* 18. November 1802 in Bremen; † 6. Juni 1847 in Bremen) war ein deutscher Kapitän, vierfacher Weltumsegler, Entdecker, Erfinder und Unternehmer.

## Biografie
Wendt besuchte die Kirchspielschule von St. Stephani. Bereits mit 15 Jahren fuhr Wendt, noch unter Führung seines Vaters Johann Hinrich Wendt (1765–1847) auf dem Schiff Janus, erstmals zur See und als sein Onkel Johann Andreas Harmssen das Kommando der Mentor, des ersten preußischen Seehandlungsschiffes erhielt, war Wendt sein Untersteuermann. Diese erste preußische Weltumseglung im Auftrag der königlich preußischen Seehandlungssocietät wurde zudem vom Supercargo William O’Swald begleitet.
Bis 1834 segelte Wendt im Dienst der preußischen Seehandlungssocietät viermal um die Welt, also rund um das stürmische Kap Hoorn und das wegen seiner Taifune gefürchtete Chinesische Meer:
- 1822–1824 als Untersteuermann mit der Mentor, Kapitän Johann Andreas Harmssen
- 1826–1829 als Obersteuermann mit der Princess Louise, Kapitän J. A. Harmssen
- 1830–1832 als Kapitän mit der Princess Louise[1]
- 1832–1834 als Kapitän mit der Princess Louise[2]

Auftrag der Kapitäne war es damals auch, die Wind- und Meeresströmungen zu messen und damit zur Hydrografie und Klimatologie beizutragen. Außerdem sollten sie unerforschte Inseln und Küsten aufsuchen und vermessen. Ein weiterer Auftrag für die Kapitäne war es neue Handelsverbindungen zwischen Preußen und West- bzw. Ostindien, mit Südamerika und China herzustellen und so neue Absatzmöglichkeiten für die preußische Industrie und Wirtschaft zu schaffen.
1832 heiratete er Elisabeth Weigel (* um 1811) und erwirkte eine Erlaubnis, sie auf seiner nächsten Fahrt mitzunehmen. Am 25. September 1833 bekam sie auf See im Pazifischen Ozean nördlich der Karolinen ihren Sohn Heinrich Wendt († 1853) und starb in Folge der Entbindung trotz ärztlicher Betreuung. Elisabeth Wendt geb. Weigel war die jüngere Schwester von Adele Oswald geb. Weigel, der Frau von William O’Swald.
Wendt sammelte während seiner Weltumsegelungen u. a. rezente Schnecken, die heute Teil der Geowissenschaftlichen Sammlung der Universität Bremen sind.
1835 trat Wendt in das von seinem Vater geführte Versicherungsbüro als Gehilfe ein und übernahm dessen selbstständige Leitung 1838.
1838 heiratete Wendt seine zweite Frau Anna Lange (1818–1862), die Tochter des Bremer Schiffbauers Johann Lange, mit der er weitere Kinder hatte.
Wendts Schwester Anna war verheiratet mit Kapitän J. T. Rodbertus, der am 13. Dezember 1844 auf der 15. Fahrt der Princess Louise auf See verstarb und am 15. Dezember 1844 auf See bestattet wurde. Rodbertus war der vorletzte Kapitän, der die Princess Louise für die Seehandlung führte.
Wendt war Anreger und treibende Kraft für die Installation der elektrischen Telegrafenlinie Bremen–Bremerhaven, der ersten öffentlichen Telegrafenlinie Europas. Sie wurde am 1. Januar 1847, also kurz vor seinem Tod, in Betrieb genommen. Die 65 km lange Telegrafenstrecke wurde mit Geräten betrieben, die Wendt nach dem Vorbild des englischen Doppelnadeltelegraphen von Charles Wheatstone in Bremen bauen ließ.
1882 legte Edmund Rothe, der Wendts Tochter Helene geheiratet hatte, eine erste Biographie des 1847 im Alter von 45 Jahren an einer Hirnhautentzündung verstorbenen Weltumseglers Johann Wilhelm Wendt vor.

## Ehrungen
- Das Vollschiff J. W. Wendt vom Norddeutschen Lloyd wurde 1890 nach ihm benannt.